# Sparta Warriors
Sparta Warriors je profesionální norský hokejový tým ze Sarpsborgu. Byl založen v roce 1958. V současnosti hraje v Elite Hockey Ligaen nejvyšší norské hokejové lize. Své domácí zápasy hrají v aréně Sparta Amfi 
Píseň I'm Forever Blowing Bubbles je známá jako klubová hymna Sparty Warriors.

## Historie
Osmdesátá léta byla pro Spartu nejúspěšnější dekádou. Pod vedením trenéra Lasse Bäckmana vybojovali norský titul v roce 1984, a v roce 1989 vybojovali druhý norský titul. Po tomto úspěchu následovaly ekonomické problémy, a Sparta v roce 1995 vyhlásila bankrot. Jako jediný sportovní klub v Norsku, který tak učinil. To znamenalo, že museli začít od nuly ve třetí lize. V roce 1997 byli zpět v Elite Hockey Ligaen, kde zůstali od té doby. V roce 2011 získal tým svůj třetí norský titul.

### Názvy týmu
- 1958 IL Sparta
- 2004 Sparta Warriors
- 2020 Sparta Sarpsborg

### Úspěchy
- mistr Elite Hockey Ligaen - 3x (1984, 1989, 2011)

### Slavní hráči
- Per-Åge Skrøder
- Matthew Yeats
- Jonas Holøs
- Martin Røymark